# Кутуково (Старожиловский район)
Кутуково — в Старожиловском районе Рязанской области. Входит в Столпянское сельское поселение

## География
Находится в западной части Рязанской области на расстоянии приблизительно 13 км на восток-северо-восток по прямой от районного центра поселка Старожилово на левом берегу реки Проня.

## История
Отмечалась еще на карте 1850 года.

## Население
Численность населения: 18 человек в 2002 году (русские 95 %), 7 в 2010.